# زبان‌های تخاری
زبان‌های تُخاری شاخه‌ای منقرض‌شده از خانوادهٔ زبان‌های هندواروپایی بودند که در هزارهٔ اول پس از میلاد در شمال حوضه تاریم در منطقه سین‌کیانگ چین توسط تخارها گویش می‌شدند. از این زبان‌ها، نوشته‌هایی از سدهٔ پنجم تا هشتم میلادی به جا مانده‌است. این دو زبان پس از آمدن قوم ترک‌تبار اویغور در سدهٔ نهم میلادی منقرض شدند.
این زبان‌ها در نتیجهٔ پژوهش‌های تاریخی در ناحیه تورفان شناخته شدند. در اسناد ثبت شده دو زبان نزدیک به هم تخاری A (همچنین تخاری شرقی، آنگیایی یا تورفانی) و تخاری B (تخاری غربی یا کوچایی) یافت شدند. موضوع متون حاکی از آن است که تخاری A باستانی‌تر بوده و به عنوان زبان دینی آیین بودایی کاربرد داشته در حالی که تخاری B رایج‌تر بوده و از تورفان در شرق تا تومشوق در غرب تکلم می‌شده‌است. مجموعه‌ای از وام‌واژگان و اسامی یافت شده در اسناد پراکریت حوزه لوپ نور، تخاری C (کرورنی) لقب گرفته‌اند.
کهن‌ترین نسخه‌های خطی موجود به تخاری B اکنون به قرن ۵ یا حتی اواخر قرن ۴ میلادی مربوط می‌شود و باعث می‌شود که تخاری به زبانی باستانی پسین، هم‌عصر با گوتی، ارمنی کلاسیک و ایرلندی نخستین، تبدیل شود.

## پیشینه
تخارها از اقوام آریایی  ایرانی تبار بودند که در سدهٔ سوم پیش از میلاد در نواحی کوچا و تورفان در شمال شرقی سرزمینی که بعدها ترکستان شرقی یا ترکستان چین خوانده شد، به سر می‌بردند.
در میانه‌های سدهٔ دوم پیش از میلاد تخارها بر اثر تهاجمات هون‌ها ناگزیر به نواحی غربی‌تر کوچ کردند. منابع چینی در شرح این رویداد از دو قوم یوئه‌چی و ووسون نام برده‌اند که از برابر هون‌ها گریخته، و به نواحی فرغانه رانده‌اند و اندکی پس از ۱۶۰ پ. م از سیحون (سیردریا) گذشتند و به قلمرو دولت یونانی باختر سرازیر شدند. و میان سال‌های ۱۴۰ تا ۱۳۰ پ.م. دولت یونانی باختر را برانداختند. استرابون از مردمی چادرنشین به نام «تخاروی (Tokharoi)» یاد کرده‌است که در این تهاجم شرکت داشته‌اند. با برافتادن دولت یونانی باختر، این قبایل بیابان‌گرد دولت کوشانیان را بنیاد نهادند و پس از آن، تاریخ تخاریان و زیستگاه جدیدشان، یعنی تخارستان با تاریخ این دولت درآمیخت.

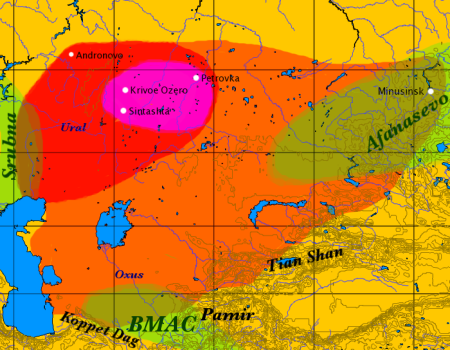
فرهنگ‌های باستانی شمال و غرب تاریم باسن

با انقراض کوشانیان به دست شاپور اول ساسانی (۲۴۰–۲۷۰ میلادی) قلمرو آنان و از آن میان تخارستان بر قلمرو ساسانیان افزوده شد. بنابر سنگ‌نوشتهٔ شاپور اول ساسانی در کعبهٔ زرتشت، او حکومت تخارستان را به پسرش نرسی سپرد و پس از آن، این سرزمین را استانداران ساسانی ملقب به «کوشانشاه» اداره می‌کردند، تا آنکه در ۳۶۰ م. با تهاجمات گروهی از هون‌ها موسوم به هون‌های کیداری به نواحی شرقی شاهنشاهی ساسانیان، حکومت ایرانی کوشانشاهان برافتاد و این سرزمین به تصرف آن‌ها درآمد. اما دیری نپایید که در اواخر سدهٔ چهارم میلادی موج تازه‌ای از مهاجمان هون، معروف به هپتالی از جیحون گذشتند و کیداری‌ها را به نواحی جنوبی‌تر راندند و نخستین پادشاهی هپتالی را در تخارستان بنیاد نهادند که از تخارستان تا مرو را شامل می‌شد. تخارستان در دست هپتالیان باقی بود، تا آنکه در حدود سال ۵۵۸ م. خسرو اول انوشیروان با یاری خاقانات غربی ترک آنجا را تصرف کرد و هپتالیان را به اطاعت درآورد. اما چیرگی ساسانیان بر تخارستان چندان نپایید، زیرا با گذر ترکان غربی از جیحون و استقرار در نواحی جنوبی آن، تخارستان به دست آنان افتاد.
تخارستان در سال ۳۲ هجری قمری/۶۵۲ میلادی توسط سپاهیان عبدالله بن عامر بن کریز به جنگ و صلح گشوده، و بر قلمرو مسلمانان عرب افزوده شد. از سدهٔ نهم میلادی به بعد (پس از آمدن قوم ترک‌تبار اویغور در سدهٔ نهم میلادی) از قوم تُخار و زبان تخاری دیگر اثری پیدا نشده و گمان می‌رود این زبان با هجوم اقوام ترک به منطقه منقرض شده باشد.

## واج‌شناسی

### واکه‌ها
تخاری A و B مجموعه واکه‌های یکسانی داشتند، اما اغلب با یکدیگر مطابقت داشتند. این واکه‌ها عبارتند از:
|       | پیشین | مرکزی | پسین  |
| ----- | ----- | ----- | ----- |
| بسته  | i /i/ | ä /ɨ/ | u /u/ |
| میانه | e /e/ | a /ə/ | o /o/ |
| باز   |       | ā /a/ |       |

### همخوان‌ها
در جدول زیر واج‌های بازسازی‌شده تخاری همراه با رونویسی استاندارد آن‌ها ارائه شده‌است. از آنجا که تخاری با الفبایی نوشته می‌شد که در اصل برای سانسکریت و نوادگان آن بود، رونویسی همخوان‌ها مستقیماً براساس رونویسی از صداهای مربوط به سانسکریت انجام می‌شود.
|         | دولبی | لثوی    | لثوی-کامی | کامی   | نرم‌کامی |
| ------- | ----- | ------- | --------- | ------ | ------- |
| انسدادی | p /p/ | t /t/   | c /tɕ/?   |        | k /k/   |
| انسایشی |       | ts /ts/ |           |        |         |
| سایشی   |       | s /s/   | ś /ɕ/     | ṣ /ʃ/? |         |
| خیشومی  | m /m/ | n ṃ /n/ |           | ñ /ɲ/  | ṅ /ŋ/   |
| لرزشی   |       | r /r/   |           |        |         |
| ناسوده  |       |         |           | y /j/  | w /w/   |
| کناری   |       | l /l/   |           | ly /ʎ/ |         |